# Comandante supremo del Patto di Varsavia
Il Comandante supremo del Patto di Varsavia (ufficialmente Comandante supremo delle forze armate unificate dell'Organizzazione del trattato di Varsavia) era l'alto ufficiale responsabile della direzione suprema delle forze militari combinate dei paesi del Blocco orientale, riuniti nel cosiddetto Patto di Varsavia. Inoltre il Comandante supremo era contemporaneamente anche vice-ministro della Difesa dell'Unione Sovietica. La carica venne istituita nel 1955, al momento della stipula del trattato di alleanza, e fu abolita nel 1991 con la dissoluzione dell'organizzazione politico-militare a seguito del crollo dei paesi comunisti dell'Europa orientale.
La struttura militare del Patto di Varsavia prevedeva un "alto comando unificato" diretto dal Comandante supremo che poteva disporre della collaborazione e dell'aiuto di un Consiglio militare congiunto; i protocolli tecnico-organizzativi del Patto indicavano chiaramente i compiti del Comandante supremo e dell'alto comando unificato: "rafforzare la capacità difensiva...preparare i piani militari in caso di guerra e decidere lo schieramento delle forze".
Nel Consiglio militare diretto dal Comandante supremo erano presenti i rappresentanti militari di tutti gli eserciti del Patto di Varsavia, ma in pratica l'autorità superiore fu costantemente esercitato da un altissimo ufficiale dell'Esercito sovietico; per tutta la durata del trattato infatti il Comandante supremo e il capo di stato maggiore delle forze del Patto di Varsavia furono sempre generali o marescialli sovietici.

## Elenco dei comandanti supremi del Patto di Varsavia
|    | Nome                                                          | Foto | Forza armata       | Inizio mandato | Termine mandato |
| -- | ------------------------------------------------------------- | ---- | ------------------ | -------------- | --------------- |
| 1. | Maresciallo dell'Unione Sovietica Ivan Stepanovič Konev       |      | Esercito sovietico | 1955           | 1960            |
| 2. | Maresciallo dell'Unione Sovietica Andrej Antonovič Grečko     |      | Esercito sovietico | 1960           | 1967            |
| 3. | Maresciallo dell'Unione Sovietica Ivan Ignat'evič Jakubovskij |      | Esercito sovietico | 1967           | 1976            |
| 4. | Maresciallo dell'Unione Sovietica Viktor Georgievič Kulikov   |      | Esercito sovietico | 1977           | 1989            |
| 5. | Generale d'armata Pëtr Georgievič Lušev                       |      | Esercito sovietico | 1989           | 1991            |